# 以倉紘平
以倉 紘平（いくら こうへい、1940年4月8日 - ）は、日本の詩人、国文学者、近畿大学名誉教授。

## 略歴
大阪府南河内郡太子町生まれ。神戸大学文学部国文科卒。同大学助手を経て、大阪市立大学大学院修士課程修了。1965年大阪府立今宮工業高等学校定時制教諭。1987年詩集『日の門』で第1回福田正夫賞受賞。1992年詩集『地球の水辺』で第43回H氏賞受賞。1998年近畿大学文芸学部教授、2000年『プシュパ・ブリシュティ』で第19回現代詩人賞受賞。2009年近畿大を退職。2010年、『フィリップ・マーロウの拳銃』で第17回丸山薫賞受賞。2019年、『遠い蛍』で第57回歴程賞受賞。詩誌「les aliz'es」編集人。関西詩人協会会員。現代詩人賞選考委員。

## 著書
- 『二月のテーブル』詩集 かもめ社 1980.3
- 『日の門』詩集 詩学社 1986.10
- 『地球の水辺』 詩集 湯川書房 1992.10
- 『沙羅鎮魂　私の平家物語』詩集 湯川書房 1992.12
- 『プシュパ・ブリシュティ』 詩集 湯川書房 2000.12
- 『朝霧に架かる橋 平家・蕪村・現代詩』 編集工房ノア 2000.12
- 『夜学生』詩文集 編集工房ノア 2003.12
- 『心と言葉』 編集工房ノア 2003.12
- 『フィリップ・マーロウの拳銃』 詩集 沖積舎 2009.8
- 『駅に着くとサーラの木があった』詩集 編集工房ノア 2017.12
- 『気まぐれなペン――「アリゼ」船便り』編集工房ノア 2018.7
- 『遠い蛍』詩集 編集工房ノア 2018.10